# 圣德肋撒圣殿 (罗马)

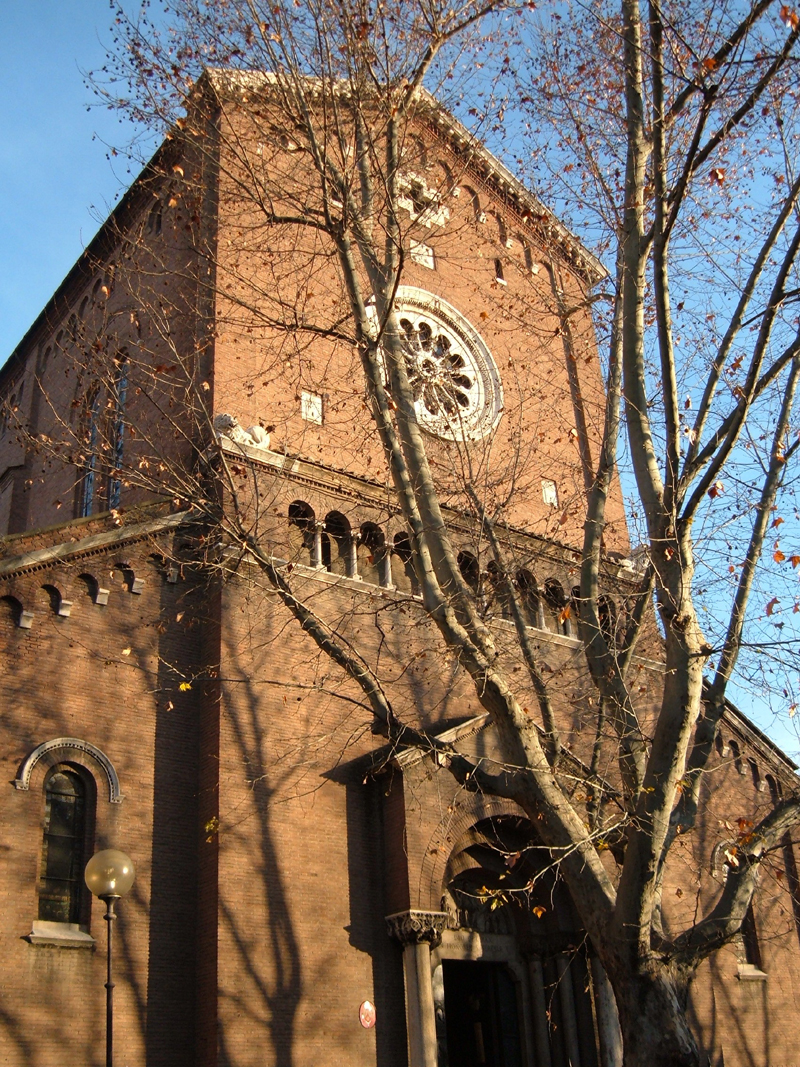

圣德肋撒圣殿（Santa Teresa d'Avila）是意大利罗马的一座罗马天主教宗座圣殿，位于意大利大道（Corso d'Italia），供奉阿维拉的德兰。
该堂由Girolamo Gotti枢机于1901年创立，由Tullio Passarelli设计，为罗马式-哥特式混合风格。1906年教宗庇护十世将它作为一个堂区，交给赤足加尔默罗会。1951年，教宗庇护十二世将其升格为宗座圣殿。十一年后，教宗若望二十三世授予其领衔堂区称号, 由若望·帕尼科担任首任枢机。
阿维拉的德兰被描绘在教堂的立面上, 被基督赐福，并在祭台画上。室内装饰有20世纪罗马艺术家的作品。